# Platylabus iridipennis
Platylabus iridipennis är en stekelart som först beskrevs av Johann Ludwig Christian Gravenhorst 1829.  Platylabus iridipennis ingår i släktet Platylabus och familjen brokparasitsteklar. Arten är reproducerande i Sverige. Inga underarter finns listade i Catalogue of Life.